# Leon van der Torre
Leon van der Torre (Rotterdam, 18 marzo 1968) è un logico e informatico olandese, specializzato in logica deontica e in sistemi multiagente.
È professore di Informatica all'Università del Lussemburgo, dove dirige il gruppo di Ragionamento Individuale e Collettivo (ICR). È inoltre membro del Comitato Consultivo Etico dell'Università  del Lussemburgo nonché fondatore del laboratorio di ricerca di robotica del dipartimento di Informatica.

## Biografia
Leon van der Torre è nato il 18 marzo 1968 all'Ospedale Edokia di Rotterdam. Da piccolo ha vissuto nella canonica di Zevenhuizen, in un alloggio provvisorio. La canonica non era abitata e, pochi mesi prima, suo padre fu designato Direttore dei Lavori Pubblici del comune di Zevenhuizen. Nel 1973 la famiglia trasloca nel nuovo distretto di Zevenhuizen Ovest, dove il nonno di Leon costruisce la casa di famiglia sul progetto dell'architetto Van der Lek. Leon frequenta la scuola elementare De Eendracht. Nel tempo libero amava fare sport. In inverno pattinava sul Rottemeren. Alla fine degli anni Settanta, insieme a Johan van Driel, Leon divenne campione nazionale della gioventù al gioco del bridge. Nel 1980 frequentò la scuola media superiore Orange-Nassau College a Zoetermeer. Fu allora che acquistò il suo primo computer, uno ZX-81, che programmò lui stesso. Nello stesso periodo cominciò a scrivere articoli per riviste di informatica. Più tardi ricevette un Commodore 64. Il suo gioco preferito era Pacman.
Nel 1986 Leon incominciò gli studi in Informatica Gestionale all'Università Erasmus di Rotterdam, dove fu anche membro dell'associazione studentesca SSR. Nella stessa università, Leon studiò Informatica nella facoltà di Economia. Oltre all'informatica, si interessò allo studio della Filosofia. Nel 1997 ottenne il Dottorato in Informatica. I suoi interessi ruotavano inizialmente attorno alla logica deontica e alla logica non-monotona. Più tardi si allargarono ad altre logiche per l'Intelligenza Artificiale. Dopo aver lavorato in Germania (Istituto Max Planck per l'Informatica a Saarbrücken), Francia (con una borsa Marie Curie al CNRS di Tolosa), e nei Paesi Bassi (al CWI di Amsterdam, Vrije Universiteit), nel gennaio 2006 è diventato professore ordinario di Sistemi Intelligenti all'Università del Lussemburgo.
Leon van der Torre ha sviluppato l'architettura agente BOID (con colleghi della Vrije Unviersiteit), le logiche input/output (con David Makinson), e un approccio di teoria dei giochi ai sistemi normativi multi-agente (con Guido Boella dell'Università di Torino). È stato l'iniziatore di workshop sulla coordinazione e l'organizzazione (CoOrg), su prospettive interdisciplinari dei ruoli (ROLES), e sui sistemi normativi multi-agente (NorMAS).
Leon van der Torre è responsabile della sezione sulla logica deontica del Journal of Logic and Computation, membro del comitato di redazione del Logic Journal of the IGPL e dell'IfCoLog Journal of Logics and their Applications, presidente del comitato direttivo di DEON, membro del comitato direttivo di CLIMA, editore dell'Handbook of Formal Argumentation (in preparazione), ed editore dell'Handbook on Normative Multiagent Systems (in preparazione).

## Vita privata
Durante gli studi, Leon ha viaggiato in Africa per 6 mesi con un gruppo di amici. In Rotterdam ha lavorato come volontario per il gruppo Platform Zero che si occupava di persone con problemi di tossicodipendenza.
Nel 2000 Leon van der Torre ha sposato l'artista Egberdien van der Torre - van der Peijl. Il matrimonio fu celebrato a AVL VILLE dell'artista Joep van Lieshout, nel orto di Rotterdam. Nello stesso anno nacque il primo figlio (Arthur Leendert van der Torre). Nel 2003 la coppia ha avuto il loro secondo figlio Roelant Jacob.